# Sound of …
Sound of … ist der Name einer alljährlichen Prognose des britischen Senders BBC, welche neuen Musiker im folgenden Jahr den Durchbruch schaffen werden.

## Hintergrund
Seit 2003 veröffentlicht die BBC jährlich jeweils zu Beginn des Jahres ihre Sound-of-Umfragen. Dazu werden am Ende eines Jahres Leute aus der Musikbranche (Kritiker, Moderatoren und Redakteure) befragt, welchen Musikern sie die größten Chancen einräumen, im folgenden Jahr den Durchbruch zu schaffen. Die Zahl der Befragten stieg dabei von anfänglich etwa 40 auf über 160 für den Sound of 2011. Bis 2009 wurde so eine Top-10-Liste ermittelt, seitdem werden nur noch die Top 5 bekannt gegeben, dafür gibt es seit 2009 eine Nominiertenliste mit 15 Musikern, Musikerinnen oder Bands. Zwar werden in erster Linie die Erfolgschancen auf dem britischen Musikmarkt beurteilt, die Kandidaten können aber aus jedem beliebigen Land kommen.
Die Kriterien für die Auswahl der Kandidaten haben sich über die Zeit geändert. So wurde 2011 noch genannt, dass die Interpreten zwar schon in den Charts gewesen sein, aber noch keinen Top-20-Hit gehabt haben dürfen. Und sie dürfen noch nicht anderweitig Berühmtheit erlangt haben, beispielsweise als Bandmitglied oder durch Fernsehauftritte. 2023 waren Interpreten erst ausgeschlossen, wenn sie drei Top-10-Singles (ohne Features) oder ein Top-5-Album gehabt hatten. 2025 waren es drei Top-10-Alben oder drei Top-10-Singles.
Tatsächlich konnten die meisten der getippten Newcomer zumindest kleinere Erfolge im Jahr darauf vorweisen, weshalb die Sound-of-Umfrage alljährlich mit großem Interesse aufgenommen wird. Es wird aber kritisiert, dass dieses Interesse umgekehrt auch erst der Auslöser für die Erfolge sein kann. So nennt Guardian-Kritikerin Kitty Empire, die 2008 selbst an der Befragung teilgenommen hat, die Liste eine „self-fulfilling prophecy“ (selbsterfüllende Prophezeiung) und sagt: „it will happen because we all say it will“ (es wird eintreten, weil wir alle sagen, dass es das wird).

## Bisherige Prognosen

### Top 10 von 2003 bis 2009
| Sound of … | 2003            | 2004              | 2005              | 2006                     | 2007              | 2008                            | 2009                   |
| ---------- | --------------- | ----------------- | ----------------- | ------------------------ | ----------------- | ------------------------------- | ---------------------- |
| Platz 1    | 50 Cent         | Keane             | The Bravery       | Corinne Bailey Rae       | Mika              | Adele                           | Little Boots           |
| Platz 2    | Electric Six    | Franz Ferdinand   | Bloc Party        | Clap Your Hands Say Yeah | The Twang         | Duffy                           | White Lies             |
| Platz 3    | Yeah Yeah Yeahs | Wiley             | Kano              | The Feeling              | Klaxons           | The Ting Tings                  | Florence + the Machine |
| Platz 4    | The Thrills     | Razorlight        | The Game          | Plan B                   | Sadie Ama         | Glasvegas                       | Empire of the Sun      |
| Platz 5    | Dizzee Rascal   | Joss Stone        | Kaiser Chiefs     | Guillemots               | Enter Shikari     | Foals                           | La Roux                |
| Platz 6    | Interpol        | McFly             | KT Tunstall       | Sway                     | Air Traffic       | Vampire Weekend                 | Lady Gaga              |
| Platz 7    | Audio Bullys    | Scissor Sisters   | The Dead 60s      | Chris Brown              | Cold War Kids     | Joe Lean and the Jing Jang Jong | VV Brown               |
| Platz 8    | Mario           | The Ordinary Boys | The Dears         | Marcos Hernández         | Just Jack         | Black Kids                      | Kid Cudi               |
| Platz 9    | The Datsuns     | Tali              | Tom Vek           | Kubb                     | Ghosts            | MGMT                            | Passion Pit            |
| Platz 10   | Sean Paul       | Gemma Fox         | The Magic Numbers | The Automatic            | The Rumble Strips | Santigold                       | Dan Black              |

2009 waren außerdem nominiert: The Big Pink, Master Shortie, Frankmusik, Mumford & Sons, The Temper Trap

### Top 5 und weitere Nominierte seit 2010
| Sound of … | Platz 1               | Platz 2                 | Platz 3          | Platz 4       | Platz 5             | weitere Nominierte |
| ---------- | --------------------- | ----------------------- | ---------------- | ------------- | ------------------- | --- |
| 2010       | Ellie Goulding        | Marina and the Diamonds | Delphic          | Hurts         | The Drums           | Daisy Dares You, Devlin, Everything Everything, Giggs, Gold Panda, Joy Orbison, Owl City, Rox, Stornoway, Two Door Cinema Club      |
| 2011       | Jessie J              | James Blake             | The Vaccines     | Jamie Woon    | Clare Maguire       | Anna Calvi, Daley, Esben & the Witch, Jai Paul, Mona, Nero, The Naked and Famous, Warpaint, Wretch 32, Yuck                         |
| 2012       | Michael Kiwanuka      | Frank Ocean             | Azealia Banks    | Skrillex      | Niki and the Dove   | ASAP Rocky, Dot Rotten, Dry the River, Flux Pavilion, Friends, Jamie N Commons, Lianne La Havas, Ren Harvieu, Spector, Stooshe      |
| 2013       | Haim                  | AlunaGeorge             | Angel Haze       | Laura Mvula   | Chvrches            | A*M*E, Arlissa, King Krule, Kodaline, Little Green Cars, Palma Violets, Peace, Savages, The Weeknd, Tom Odell                       |
| 2014       | Sam Smith             | Ella Eyre               | Banks            | Sampha        | George Ezra         | Chance the Rapper, Chlöe Howl, FKA Twigs, Jungle, Kelela, Luke Sital-Singh, MNEK, Nick Mulvey, Royal Blood, Say Lou Lou             |
| 2015       | Years & Years         | James Bay               | Stormzy          | Raury         | George the Poet     | Kwabs, Låpsley, Novelist, Rae Morris, Shamir, Shura, Slaves, Soak, Sunset Sons, Wolf Alice                                          |
| 2016       | Jack Garratt          | Alessia Cara            | Nao              | Blossoms      | Mura Masa / Wstrn 1 | Billie Marten, Dua Lipa, Frances, Izzy Bizu, J Hus, Loyle Carner, Mabel, Rat Boy, Section Boyz                                      |
| 2017       | Ray BLK               | Rag ’n’ Bone Man        | Raye             | Jorja Smith   | Nadia Rose          | AJ Tracey, Anderson .Paak, Cabbage, Dave, Declan McKenna, Maggie Rogers, Stefflon Don, The Amazons, The Japanese House, Tom Grennan |
| 2018       | Sigrid                | Rex Orange County       | Iamddb           | Khalid        | Pale Waves          | Alma, Billie Eilish, Jade Bird, Lewis Capaldi, Nilüfer Yanya, Not3s, Sam Fender, Superorganism, Tom Walker, Yaeji, Yxng Bane        |
| 2019       | Octavian              | King Princess           | Grace Carter     | Slowthai      | Rosalía             | Dermot Kennedy, Ella Mai, Flohio, Mahalia, Sea Girls                                                                                |
| 2020       | Celeste               | Easy Life               | Yungblud         | Joy Crookes   | Inhaler             | Arlo Parks, Beabadoobee, Georgia, Joesef, Squid                                                                                     |
| 2021       | Pa Salieu             | Holly Humberstone       | Berwyn           | Greentea Peng | Griff               | Alfie Templeman, Bree Runway, Dutchavelli, Girl in Red, The Lathums                                                                 |
| 2022       | PinkPantheress        | Wet Leg                 | Mimi Webb        | Lola Young    | Central Cee         | Baby Queen, Enny, Priya Ragu, Tems, Yard Act                                                                                        |
| 2023       | Flo                   | Fred Again              | Nia Archives     | Cat Burns     | Gabriels            | Asake, Biig Piig, Dylan, Piri & Tommy, Rachel Chinouriri                                                                            |
| 2024       | The Last Dinner Party | Olivia Dean             | Peggy Gou        | Tyla          | Elmiene             | Ayra Starr, Caity Baser, CMAT, Kenya Grace, Sekou                                                                                   |
| 2025       | Chappell Roan         | Ezra Collective         | Barry Can’t Swim | Myles Smith   | English Teacher     | Confidence Man, Doechii, Good Neighbours, Kneecap, Mk.gee, Pozer                                                                    |